# Суэлли
Суэлли (итал. Suelli) — коммуна в Италии, располагается в регионе Сардиния, в провинции Кальяри.
Население составляет 1171 человек (2008 г.), плотность населения составляет 61 чел./км². Занимает площадь 19 км². Почтовый индекс — 9040. Телефонный код — 070.

## Демография
Динамика населения:

## Администрация коммуны
- Официальный сайт: